# Hunter Brown
Hunter Brown ist eine christliche Fantasyreihe. Der Protagonist Hunter Brown wird im Laufe der Geschichte Mitglied einer Gruppe namens „Wortkrieger“ und kämpft mit ihnen gegen den Feind, die Schatten. Die Trilogie wurde von den Brüdern Christopher und Allan Miller geschrieben. Die Bücher sind vor allem für Teenager gedacht.
Das erste Buch erschien 2008, das zweite 2010 und das dritte 2011 bei SCM R. Brockhaus.

## Allgemeines
Die Geschichte spielt etwa in der heutigen Zeit. Darauf weisen technische Geräte, wie z. B. die Videokamera im ersten Buch, hin.
Der Protagonist Hunter ist zu Beginn des ersten Buches 13 Jahre alt und lebt mit seiner Mutter und seiner Schwester in der fiktiven Stadt Destiny.
Im Laufe der Handlung kommt Hunter in eine Parallelwelt namens Solandria. Dort existieren neben Menschen auch Fantasy-Kreaturen wie Trolle, aber auch eigene Kreationen wie beispielsweise der Donnervogel.
In Solandria gibt es zwei Parteien die Schatten und den Wortkrieger-Widerstand.

## Über die Bücher
Die Bücher sind in der Ich-Form  aus Sicht der Hauptfigur, Hunter Brown, geschrieben. Erzähltempus ist das Präteritum. Auf einigen Seiten sind Schwarz-Weiß-Zeichnungen der Autoren zu sehen.
Die Übersetzung ins Deutsche ist beim ersten Band von Karen Gerwig und beim zweiten von Claudia Engelberth, während die Übersetzung des dritten Bandes aus einer Zusammenarbeit von  Claudia Engelberth und Wolfgang Günter hervorging.

## Handlung

### Band I: Der Kampf gegen die Schatten
Englischer Originaltitel: The Secret of the Shadow
Am letzten Schultag vor den Sommerferien bekommt der dreizehnjährige Hunter Brown ein merkwürdiges, altes Buch in die Hände.
Dieses Buch zeigt sich ihm und seinem Freund bald als Tor zu Solandria einer anderen Welt.
Hunter wird dort zum Wortkrieger ausgebildet, ein Widerstand der sich gegen die „Schatten“, die herrschende Partei zur Wehr setzen.
Doch bevor er seine Ausbildung beenden kann, wird er alleine auf eine besondere Mission geschickt.
Die Zukunft Solandrias scheint in seinen Händen zu liegen und er lebt immer wieder im Kampf mit Zweifeln und Ängsten,
die über ihn kommen. Letztlich kann er mit den anderen Wortkriegern jedoch den Feind in die Flucht schlagen.

### Band II: Die Flamme der Ewigkeit
Englischer Originaltitel: The Consuming Fire
Hunter ist wieder zurück in Destiny. Dort glaubt ihm allerdings niemand aus seiner Klasse, was er erzählt.
Er versucht schließlich wieder ein halbwegs normales Leben zu führen und lernt Trista und Rob kennen.
Auf einem Jahrmarkt passieren dann jedoch seltsame Dinge und so landet Hunter diesmal mit Trista und Rob in Solandria.
Dort droht ein neuer brutaler Gegner den Wortkriegerwiderstand auszulöschen. Hunter steht erneut vor einer großen Aufgabe.
Aber mit vereinten Kräften und der Unterstützung Aviads gelingt ihnen der Kampf gegen die Schatten.

### Band III: Das Auge der Wahrheit
Englischer Originaltitel: The Eye of Ends
Hunter Brown ist wieder in seine Welt zurückgekehrt. Allerdings hat er das Gedächtnis verloren und kann sich nicht mehr an Solandria erinnern. Er wird von einer seltsamen Gestalt verfolgt und lernt Desi kennen, die mit ihrem Vater im Untergrund lebt und gegen eine Gruppe namens Wächte kämpft. Hunter erfährt von einem Auge der Wahrheit, das die Möglichkeit eröffnen soll, in die Zukunft zu sehen.
Er macht sich so erneut auf eine gefährliche Mission, das Auge muss gefunden werden, anscheinend hat es das Ende Solandrias gezeigt.
Hunter sieht so nach langer Zeit seinen Vater wieder und steht wieder vor schwierigen Entscheidungen.

## Kritik
„Ein fantastisches, großes Abenteuer. Unbedingte Kaufempfehlung!“

## Christlicher Kontext
In den Büchern tritt die übermenschliche Figur „Autor“ auf. Dieser hat die beiden Parallelwelten erschaffen und hat für jedes Wesen einen Plan, was sich darin äußert, dass er für jeden ein Buch schreibt, in welches er die Geschichten aufschreibt die passiert sind und passieren werden. Damit lässt sich die Figur als Sinnbild für Gott interpretieren.
Dies wird auch dadurch deutlich, dass er einen Sohn („Aviad“) hat, welcher sich als Opfer für andere hingibt.
Vermutlich soll damit Jesus Christus dargestellt werden.